# Coalición Azul
La Coalición Azul (en idioma búlgaro, Синята коалиция, Sinyata koalitsia, SK) es una coalición política de Bulgaria, fundada a principios de 2009 por los partidos de centro-derecha, principalmente la Unión de Fuerzas Democráticas (UDF) y Demócratas por una Bulgaria Fuerte (DSB). Es miembro del Partido Popular Europeo y del grupo político del Parlamento Europeo PPE-DE.
En las elecciones legislativas búlgaras de 2009 se presentó por primera vez y obtuvo el 6,75 % de los votos y 15 escaños, mientras que en las elecciones europeas de 2009 obtuvo el 7,95 % y un escaño de eurodiputado para Nadezhda Mihaylova. La coalición se quedó a un centenar de votos del segundo eurodiputado, que se llevó el NDSV. En caso de que el Tratado de Lisboa entrara en vigor, el 18º eurodiputado atribuido a Bulgaria se asignará a la Coalición Azul.

## Miembros
- Unión de Fuerzas Democráticas (UDF) — Съюз на демократичните сили (СДС)
- Demócratas por una Bulgaria Fuerte (DSB) — Демократи за силна България (ДСБ)
- Agrarios Unidos — Обединени земеделци
- Partido Socialdemócrata Búlgaro (BSDP) — Българска социалдемократическа партия (БСДП)
- Partido Radical Democrático de Bulgaria (RDPB) — Радикалдемократическа партия в България (РДПБ)